# Hakuhō Shō
Hakuhō Shō est un nom japonais traditionnel ; le nom de famille (ou le nom d'école), Hakuhō, précède donc le prénom (ou le nom d'artiste).
Hakuhō Shō (白鵬 翔), né Mönkhbatin Davaajargal (mongol : Мөнхбатын Даваажаргал, en mongol bitchig : ᠮᠥᠨᠬᠪᠠᠲᠢᠨ ᠳᠠᠪᠠᠠᠵᠠᠷᠭᠠᠯ) le 11 mars 1985 à Oulan-Bator, en Mongolie, est un lutteur de sumo professionnel japonais (mongol jusqu'en 2019). En 2007, il est devenu le 69e yokozuna. Il fut le sixième lutteur non japonais à accéder au grade d'ōzeki, le quatrième au statut de yokozuna.
Hakuhō détient les records de tournois gagnés et de matchs gagnés, et est considéré comme l'un des plus grands champions de sumo de tous les temps.

## Carrière
- Heya : Miyagino
- Rang : Yokozuna
- Carrière dans le sumo : mars 2001 à  septembre 2021
- Meilleur classement : yokozuna (30 mai 2007)
- Yushō : 45 (makuuchi) (record) dont 16 zenshō-yusho (record), 1 (jūryō)
- Shukun-shō (performance exceptionnelle) : 3
- Kantō-shō (prix de la combativité) : 1
- Ginō-shō (prix de la technique) : 2
- Kinboshi : 1 (Asashōryū)
- Nombre de victoires en makuuchi : 1093

Comme ses compatriotes dans le monde du sumo, Hakuhō est issu d'une famille de tradition de lutte mongole. Son père Jigjidiin Mönkhbat décrocha la médaille d'argent de lutte libre aux Jeux olympiques de 1968, à Mexico. Quand le jeune Hakuhō était âgé de 15 ans, il fit un voyage au Japon; avec ses seulement 62 kilogrammes, aucune écurie de sumo ne voulait de lui. En entendant cela, un lutteur mongol de sumo, Kyokushūzan, demanda une aide à son maître d'écurie (oyakata) et Hakuhō fut admis à la Miyagino-beya, le dernier jour de son séjour de deux mois. Depuis son premier combat sur le dohyō en mars 2001, il a progressivement gagné du poids jusqu'à sa promotion en division jūryō en janvier 2004 et en makuuchi en mai de la même année. Ses résultats dans les tournois suivants — il parvint même à battre le yokozuna Asashōryū une fois — lui ont permis d'être promu komusubi en janvier 2005 et sekiwake un tournoi plus tard. Mais une blessure l'empêcha d'être le plus jeune ōzeki de l'histoire du sumo.
En mars 2006, Hakuhō est promu ōzeki, cette promotion intervint seulement quelques semaines après son vingt-et-unième anniversaire, ce qui fit de lui le 4e plus jeune lutteur à atteindre ce titre dans l'histoire du sumo moderne, le 237e en tout.
Pour son premier tournoi en tant qu'ōzeki, Hakuhō remporta le tournoi avec un impressionnant 14-1. Après une autre performance impressionnante et juillet (13-2), il faillit être promu yokozuna. Après une blessure, Hakuhō revient en janvier avec le statut de kadoban et remporta 10 succès, lui permettant de conserver son grade. En mars 2007 il remporta son second yusho (13-2) puis son troisième en mai 2007 (15-0). Remporter deux basho coup sur coup lui permet donc d'accéder au titre suprême de yokozuna. En effet : le lendemain du dernier jour du tournoi, le conseil de délibération des yokozuna approuva à l'unanimité la promotion de Hakuhō. Le 30 mai 2007, l'association japonaise de sumo reconnaît Hakuhō comme étant le 69e yokozuna de l'histoire. Il remporte son quatrième yusho, le premier en tant que yokozuna, lors du tournoi de septembre 2007(13-2).
En février 2007, Hakuhō s'est marié au sanctuaire shintoïste Meiji avec une étudiante japonaise de 22 ans, Sayoko Wada, après une relation de trois ans. Le couple donna naissance à une fille en mai de la même année, juste avant le tournoi qui vit Hakuhō être promu yokozuna. Le couple a également un fils né en septembre 2008 et une 2e fille née en janvier 2011.
En 2010, Hakuhō est resté invaincu pendant 63 combats (jusqu'à sa défaite face à Kisenosato lors de la seconde journée du Kyûshû basho à Fukuoka). Il égale alors les 63 victoires consécutives du quatrième yokozuna Kajinosuke Tanikaze (1750-1795) et n'est surpassé que par les 69 victoires consécutives de Sadaji Futabayama (1912-1968).  
Il a remporté à l'heure actuelle 15 tournois sans connaître la moindre défaite (zenshō-yusho), surpassant la performance du yokozuna Taiho (8 zenshos) et celle de Mitsugu Chiyonofuji (7 zenshos).
Il est rétrogradé au rang de Yokozuna 1 ouest lors de l'Haru Basho 2013, rang qu'il n'avait pas retrouvé depuis le Kyushu basho 2009.
Après avoir repris son rang de Yokozuna 1 est à la faveur d'un nouveau zenshō-yūshō lors de l'Haru Basho, il est à nouveau rétrogradé Yokozuna 1 ouest lors du Hatsu Basho 2014.
Il retrouve là encore immédiatement son rang après une victoire obtenue lors d'un combat décisif face à Kakuryū, alors futur Yokozuna.
Le 28 septembre 2014, il remporte à Tokyo son 31e tournoi (14-1). Le 23 novembre 2014, il remporte son 32e tournoi à Fukuoka (14-1) après le dernier combat contre son ami yokozuna Kakuryū. Il égale ainsi le plus grand nombre de victoires détenu jusqu'alors par Taihō. Il bat le record avec une 33e victoire en janvier 2015, puis une 34e le 22 mars 2015 à Osaka qui lui permet de rentrer dans le Guinness des records, et une 35e le 26 juillet 2015 à Nagoya. 
Hakuhō égale le record de Taihō, les deux hommes ayant réussi à deux reprises à gagner six tournois consécutifs.

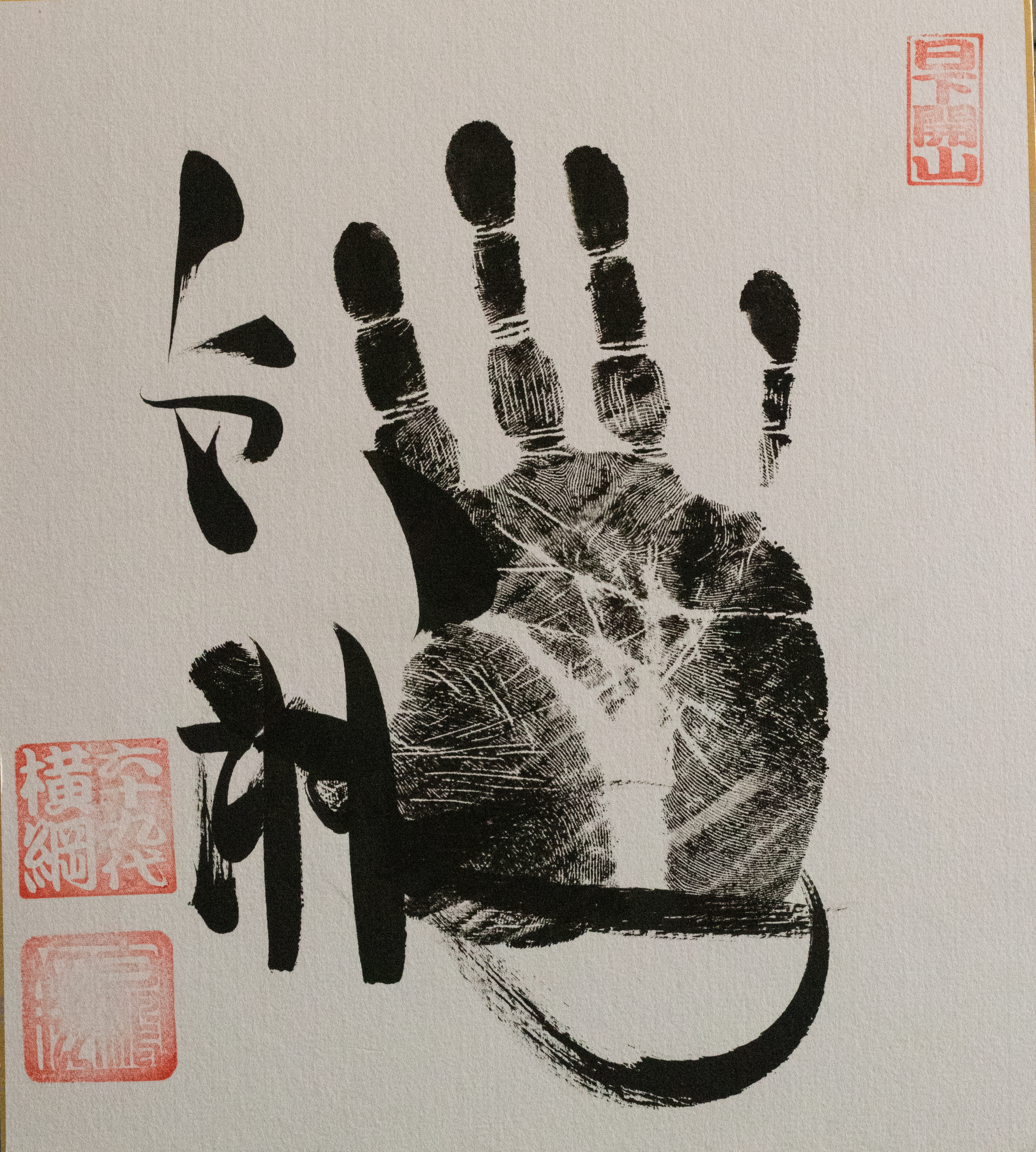
Tegata originale du Yokozuna Hakuho

En mars 2016, Hakuhō bat le record de victoires en tant que yokozuna détenu jusqu'à présent par Kitanoumi, avec un total de 671 victoires.
Le 21 juillet 2017, lors du Nagoya basho à Nagoya, il obtient sa 1048e victoire, devenant ainsi le recordman absolu de victoires en carrière, dépassant le précédent record de Kaiō (1047).
Le 23 juillet 2017, après sa victoire au Nagoya basho à Nagoya (14-1), Hakuho a déclaré : "J’aimerais revenir dans ma ville natale et me reposer demain, mais j’ai déjà défini dans ma tête mon prochain objectif qui est d’atteindre 1000 victoires en makuuchi".
Le 22 septembre 2018, le 14e jour de l'Aki Basho, Hakuhō remporte sa 41e Coupe de l'Empereur en remportant sa 1000e victoire dans la division makuuchi du sumo. Le lendemain, il remporte ce tournoi sans défaite en remportant sa 1001e victoire en makuuchi contre son compatriote Kakuryū.
Le 24 mars 2019, Hakuhō remporte sa 42e Coupe de l'Empereur lors de l'Haru Basho à Osaka.
En septembre 2019, il abandonne la nationalité mongole et devient japonais. Il est le troisième yokozuna en activité à obtenir la nationalité japonaise, après Akebono et Musashimaru (en).
En juillet 2021, au tournoi de Nagoya, malgré sa longue absence, il remporte son premier tournoi en tant que japonais. Fin septembre 2021, gêné par des blessures à répétition, il décide de prendre sa retraite de lutteur. Sa cérémonie de départ à la retraite a lieu le 28 janvier 2023, avec notamment la participation des anciens yokozuna Harumafuji et Kisenosato, de l'ancien Premier ministre Yoshirō Mori et du président de Toyota Akio Toyoda.
À la suite de sa retraite de lutteur, il devient dès 2021 entraineur au sein de l'écurie Miyagino sous le nom de Magaki. Il devient maître de cette écurie en 2022 avec le départ à la retraite du précédent maître, l'ancien lutteur Chikubayama Masakuni (en).
En février 2024, Magaki (Hakuho) est rétrogradé de son rôle de maître par l'association japonaise de sumo dans une affaire de violence qui touche son écurie.  Il lui est reproché de ne pas avoir agi contre le comportement violent de Hokuseihō Osamu (en), un de ses lutteurs, qui est lui contraint à la retraite. Hakuho est alors condamné à une amende et rétrogradé au rang le plus bas des anciens du sumo.

## Résultats par basho
| Année | Janvier Hatsu basho, Tokyo                                              | Mars Haru basho, Osaka                    | Mai Natsu basho, Tokyo                    | Juillet Nagoya basho, Nagoya  | Septembre Aki basho, Tokyo                                              | Novembre Kyūshū basho, Fukuoka       |
| --- | ----------------------------------------------------------------------- | ----------------------------------------- | ----------------------------------------- | ----------------------------- | ----------------------------------------------------------------------- | ------------------------------------ |
| 2001 | x                                                                       | (Maezumo)                                 | Jonokuchi de l’Est #16 3–4                | Jonokuchi de l’Est #18 5–2    | Jonidan de l’Est #97 5–2                                                | Jonidan de l’Ouest #55 4–3           |
| 2002 | Jonidan de l’Est #33 5–2                                                | Sandanme de l’Est #98 6–1                 | Sandanme de l’Est #38 4–3                 | Sandanme de l’Ouest #23 3–4   | Sandanme de l’Ouest #44 4–3                                             | Sandanme de l’Ouest #28 4–3          |
| 2003 | Sandanme de l’Est #16 5–2                                               | Makushita de l’Ouest #54 4–3              | Makushita de l’Ouest #44 5–2              | Makushita de l’Est #30 4–3    | Makushita de l’Est #23 6–1                                              | Makushita de l’Est #9 6–1            |
| 2004 | Jūryō de l’Est #12 9–6                                                  | Jūryō de l’Ouest #8 12–3–P Champion       | Maegashira de l’Est #16 12–3 C            | Maegashira de l’Est #8 11–4   | Maegashira de l’Est #3 8–7                                              | Maegashira de l’Ouest #1 12–3 P★     |
| 2005 | Komusubi de l’Ouest #1 11–4 T                                           | Sekiwake de l’Ouest #1 8–7                | Sekiwake de l’Est #1 9–6                  | Sekiwake de l’Est #1 6–3–6    | Maegashira de l’Ouest #1 9–6                                            | Komusubi de l’Ouest #1 9–6           |
| 2006 | Sekiwake de l’Ouest #1 13–2 P                                           | Sekiwake de l’Est #1 13–2–P T             | Ōzeki de l’Ouest #3 14–1–P                | Ōzeki de l’Est #1 13–2        | Ōzeki de l’Est #1 8–7                                                   | Ōzeki de l’Ouest #2 Blessure 0–0–15  |
| 2007 | Ōzeki de l’Ouest #3 10–5                                                | Ōzeki de l’Ouest #1 13–2–P                | Ōzeki de l’Est #1 15–0                    | Yokozuna de l’Ouest #1 11–4   | Yokozuna de l’Ouest #1 13–2                                             | Yokozuna de l’Est #1 12–3            |
| 2008 | Yokozuna de l’Est #1 14–1                                               | Yokozuna de l’Est #1 12–3                 | Yokozuna de l’Ouest #1 11–4               | Yokozuna de l’Ouest #1 15–0   | Yokozuna de l’Est #1 14–1                                               | Yokozuna de l’Est #1 13–2–P          |
| 2009 | Yokozuna de l’Est #1 14–1–P                                             | Yokozuna de l’Ouest #1 15–0               | Yokozuna de l’Est #1 14–1–P               | Yokozuna de l’Est #1 14–1     | Yokozuna de l’Est #1 14–1–P                                             | Yokozuna de l’Ouest #1 15–0          |
| 2010 | Yokozuna de l’Est #1 12–3                                               | Yokozuna de l’Est #1 15–0                 | Yokozuna de l’Est #1 15–0                 | Yokozuna de l’Est #1 15–0     | Yokozuna de l’Est #1 15–0                                               | Yokozuna de l’Est #1 14–1–P          |
| 2011 | Yokozuna de l’Est #1 14–1                                               | Yokozuna de l’Est #1 Tournoi annulé 0–0–0 | Yokozuna de l’Est #1 13–2                 | Yokozuna de l’Est #1 12–3     | Yokozuna de l’Est #1 13–2                                               | Yokozuna de l’Est #1 14–1            |
| 2012 | Yokozuna de l’Est #1 12–3                                               | Yokozuna de l’Est #1 13–2–P               | Yokozuna de l’Est #1 10–5                 | Yokozuna de l’Est #1 14–1     | Yokozuna de l’Est #1 13–2                                               | Yokozuna de l’Est #1 14–1            |
| 2013 | Yokozuna de l’Est #1 12–3                                               | Yokozuna de l’Ouest #1 15–0               | Yokozuna de l’Est #1 15–0                 | Yokozuna de l’Est #1 13–2     | Yokozuna de l’Est #1 14–1                                               | Yokozuna de l’Est #1 13–2            |
| 2014 | Yokozuna de l’Ouest #1 14–1–P                                           | Yokozuna de l’Est #1 12–3                 | Yokozuna de l’Est #1 14–1                 | Yokozuna de l’Est #1 13–2     | Yokozuna de l’Est #1 14–1                                               | Yokozuna de l’Est #1 14–1            |
| 2015 | Yokozuna de l’Est #1 15–0                                               | Yokozuna de l’Est #1 14–1                 | Yokozuna de l’Est #1 11–4                 | Yokozuna de l’Est #1 14–1     | Yokozuna de l’Est #1 0–3–12                                             | Yokozuna de l’Ouest #1 12–3          |
| 2016 | Yokozuna de l’Ouest #1 12–3                                             | Yokozuna de l’Ouest #1 14–1               | Yokozuna de l’Est #1 15–0                 | Yokozuna de l’Est #1 10–5     | Yokozuna de l’Ouest #1 Blessure 0–0–15                                  | Yokozuna de l’Est #2 11–4            |
| 2017 | Yokozuna de l’Est #2 11–4                                               | Yokozuna de l’Est #1 2–3–10               | Yokozuna de l’Ouest #2 15–0               | Yokozuna de l’Est #1 14–1     | Yokozuna de l’Est #1 Blessure 0–0–15                                    | Yokozuna de l’Ouest #1 14–1          |
| 2018 | Yokozuna de l’Est #1 2–3–10                                             | Yokozuna de l’Ouest #1 Blessure 0–0–15    | Yokozuna de l’Ouest #1 11–4               | Yokozuna de l’Ouest #1 3–1–11 | Yokozuna de l’Ouest #1 15–0                                             | Yokozuna de l’Est #1 Blessure 0–0–15 |
| 2019 | Yokozuna de l’Ouest #1 10–4–1                                           | Yokozuna de l’Est #1 15–0                 | Yokozuna de l’Est #1 Blessure 0–0–15      | Yokozuna de l’Ouest #1 12–3   | Yokozuna de l’Ouest #1 0–2–13                                           | Yokozuna de l’Ouest #1 14–1          |
| 2020 | Yokozuna de l’Est #1 1–3–11                                             | Yokozuna de l’Est #1 13–2                 | Yokozuna de l’Est #1 Tournoi annulé 0–0–0 | Yokozuna de l’Est #1 10–3–2   | Yokozuna de l’Est #1 Blessure 0–0–15                                    | Yokozuna de l’Est #1 Blessure 0–0–15 |
| 2021 | Yokozuna de l’Est #1 Absence à cause de mesures liées à la COVID 0–0–15 | Yokozuna de l’Est #1 2–1–12               | Yokozuna de l’Est #1 Blessure 0–0–15      | Yokozuna de l’Est #1 15–0     | Yokozuna de l’Est #1 Absence à cause de mesures liées à la COVID 0–0–15 | # Retraite 0–0                       |
| Résultats sous la forme victoires – défaites – absences Champion du tournoi Vice-champion du tournoi Retraite Divisions inférieures Non-participation Sanshō : C = Combativité ; P = Performance exceptionnelle ; T = Technique Aussi représentés : ★ = Kinboshi ; P = Playoff(s) Divisions : Makuuchi — Jūryō — Makushita — Sandanme — Jonidan — Jonokuchi Rangs Makuuchi : Yokozuna — Ōzeki — Sekiwake — Komusubi — Maegashira |                                                                         |                                           |                                           |                               |                                                                         |                                      |